# بارونت
در اروپا، بارونت (انگلیسی: Baronet) (برای مؤنث و همسر بارونت: بارونتس) مقام فردی اشرافی است که مقام و امتیازات او از بارون کمتر و از شوالیه بیشتر است. این مقام در قدیم توسط شاه یا ملکه انگلیس اعطا می‌شود. اعطای این مقام از سده چهاردهم شروع شد. جیمز یکم انگلستان در سال ۱۶۱۱ از اعطای این مقام و پولی که در ازای آن دریافت می‌کرد برای تأمین مالی دربار استفاده می‌کرد.